# 新里加劇場

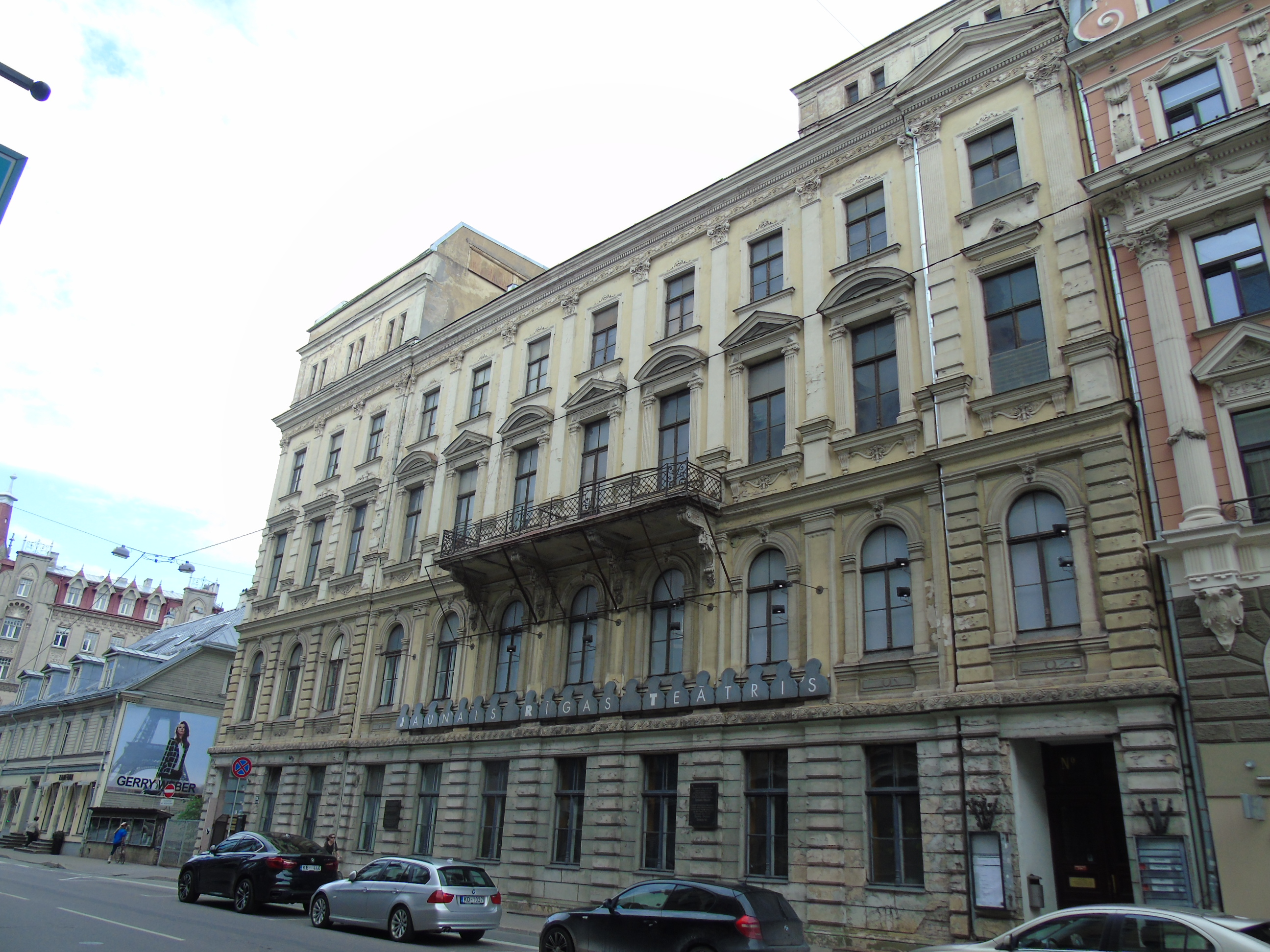

新里加劇場是拉脫維亞首都里加的一座劇場，設立於1992年。

## 外部連結
- Official site （页面存档备份，存于）

56°57′17″N 24°07′30″E / 56.9546°N 24.1250°E